# Syzeuctus speciosus
Syzeuctus speciosus là một loài tò vò trong họ Ichneumonidae.